# مجاز القرآن (كتاب)
مجاز القرآن. كتاب في معاني القرآن وأساليبه البيانية، صنفه أبو عبيدة معمر بن المثنى التيمى البصري، يُغتبر أول مؤلف في علوم اللغة، واستفاد منه الطبري في تفسيره.

## سبب تأليف الكتاب
يذكر المؤرخون أن إبراهيم بن إسماعيل الكاتب أحد كتّاب الفضل ابن الربيع سأل أبا عبيدة عن معنى آية من القرآن فأجاب عن السؤال واعتزم أن يؤلف مجاز القرآن.
ومهما كان الداعي إلى تأليف هذا الكتاب فقد كان أبو عبيدة يرى أن القرآن نص عربى، وأن الذين سمعوه من الرسول ومن الصحابة لم يحتاجوا في فهمه إلى السؤال عن معانيه لأنهم كانوا في غنى عن السؤال ما دام القرآن جاريا على سنن العرب في أحاديثهم ومحاوراتهم، ومادام يحمل كل خصائص الكلام العربي من زيادة وحذف وإضمار واختصار وتقديم وتأخير.

## منهج الكتاب

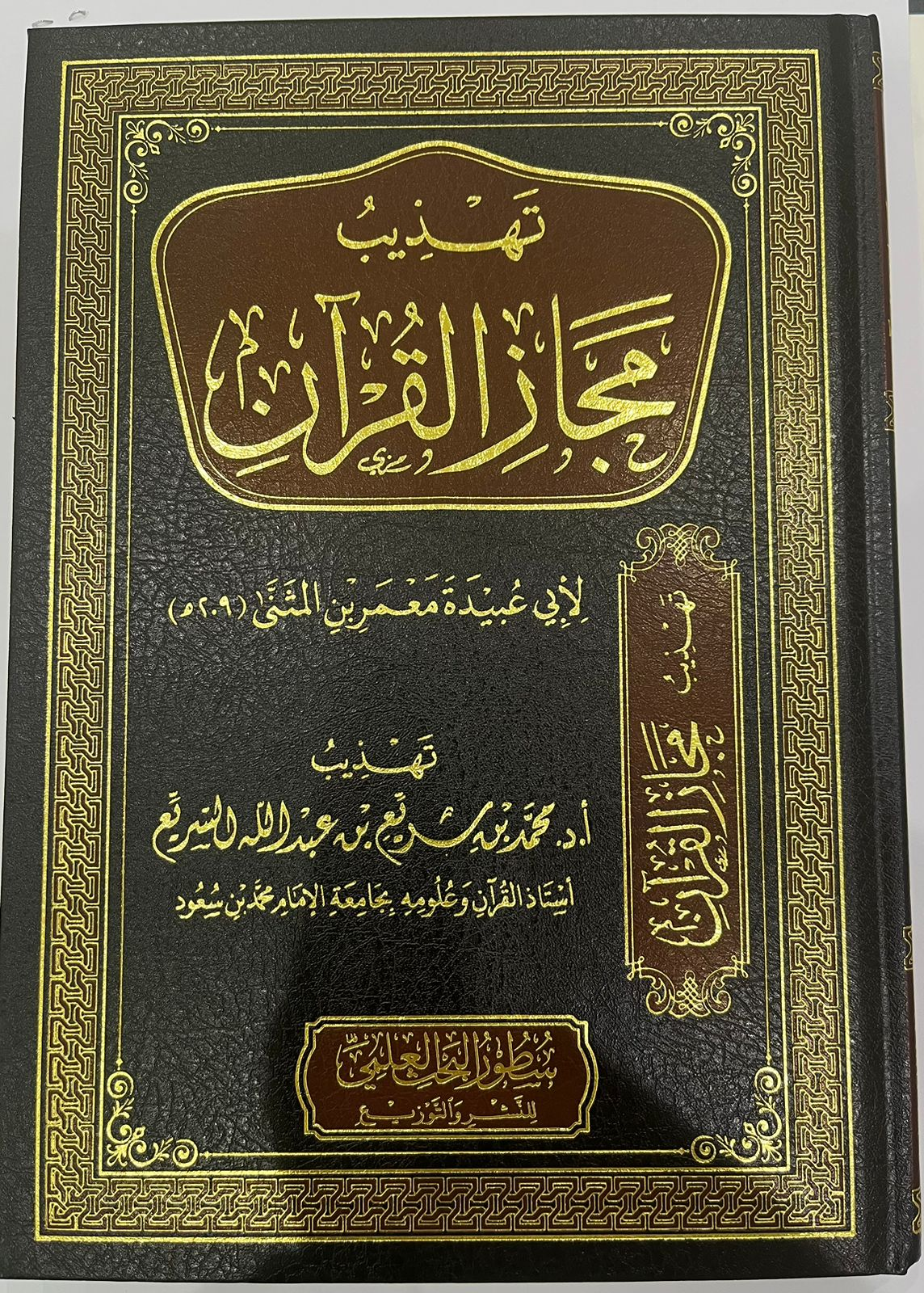
تهذيب لكتاب مجاز القرآن لأبي عبيدة معمر بن المثنى، قام بتهذيبه أ.د. محمد بن سريع السريع

اعتمد أبو عبيدة على تفسير الآيات بآيات أخرى مشابهة، كما اعتمد على التفسير بالأحاديث النبوية، وكثيراً ما استشهد بالكلام المأثور القديم، كالشعر والخطب والأمثال.، ونظراً لاستطرادات المؤلف في بعض المواضع، فقد هُذب الكتاب في مؤلف مستقل "تهذيب مجاز القرآن".

## وصلات خارجية
- التعريف بكتب وعلماء البلاغة - الشيخ د. عبد الله الفوزان على يوتيوب.